# Ermita de Loreto de Benassal
L'ermita de la Mare de Déu de Loreto de Benassal, a la comarca de l'Alt Maestrat, és un lloc de culte catalogat com Bé de Rellevància Local, amb la categoria de Monument d'interès local, amb codiː 12.02.026-007, segons la Disposició Addicional Cinquena de la Llei 5/2007, de 9 de febrer, de la Generalitat, de modificació de la Llei 4/1998, d'11 de juny, del Patrimoni Cultural Valencià (DOCV Núm. 5.449 / 13/02/2007).
L'ermita se situa als afores del nucli poblacional, en adreça oest, en una zona coneguda com a “d'En Garguil”, en l'antic camí a Vilafranca Té una creu de terme en la part de davant del que arrenca el calvari que acaba en el cementiri municipal.

## Història
Va ser erigida en 1626 gràcies a l'aportació econòmica d'Amador Miralles i Caterina Nabàs, i, possiblement per aquesta raó, el seu escut està llaurat en relleu en la façana de l'ermita. L'any 1627 es va beneir per al seu ús com a lloc de culte. El seu estat de conservació després de la restauració a la qual va anar objecte.

## Descripció
Es tracta d'un edifici, de fàbrica d'aparell emblanquinat reforçant les cantonades, portes, arcs i finestres, carreus; de planta quadrangular, i reduïdes dimensions, amb teulada a dues aigües, amb baix ràfec que presenta triple filada sota el ràfec. Es remata la façana en un capcer on es va construir una espadanya amb teuladeta. Presenta un porxo als peus, on hi ha un baix avantatge enreixat, format per tres arcs i una coberta independent de menor altura que la resta de l'ermita. L'entrada es troba en un dels laterals i presenta una porta amb llinda, en el costat de l'epístola.
Respecte al seu interior, és molt petit de nau única amb la imatge de la Mare de Déu de Loreto en l'altar.

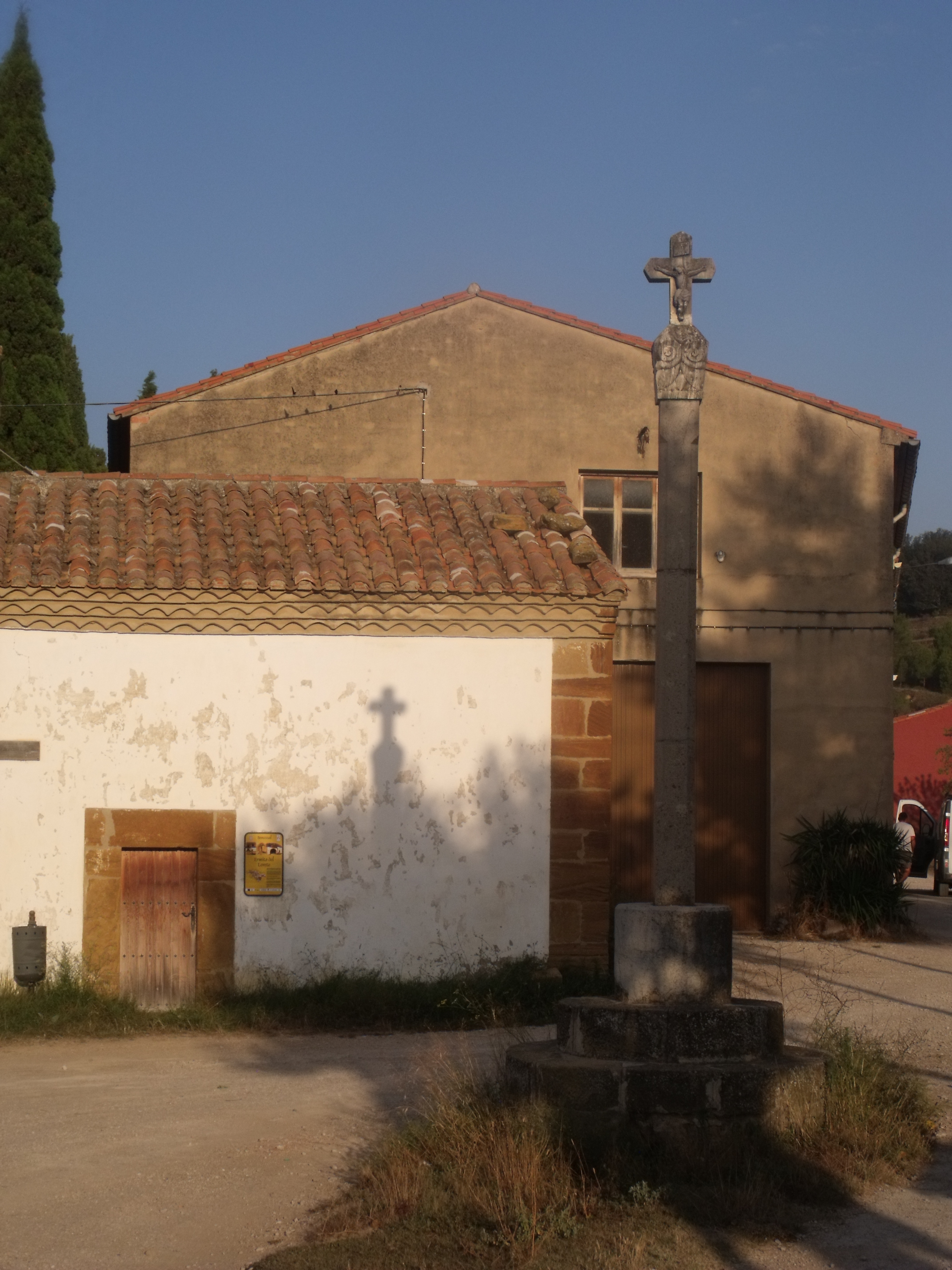
Detall del peiró de pedra.
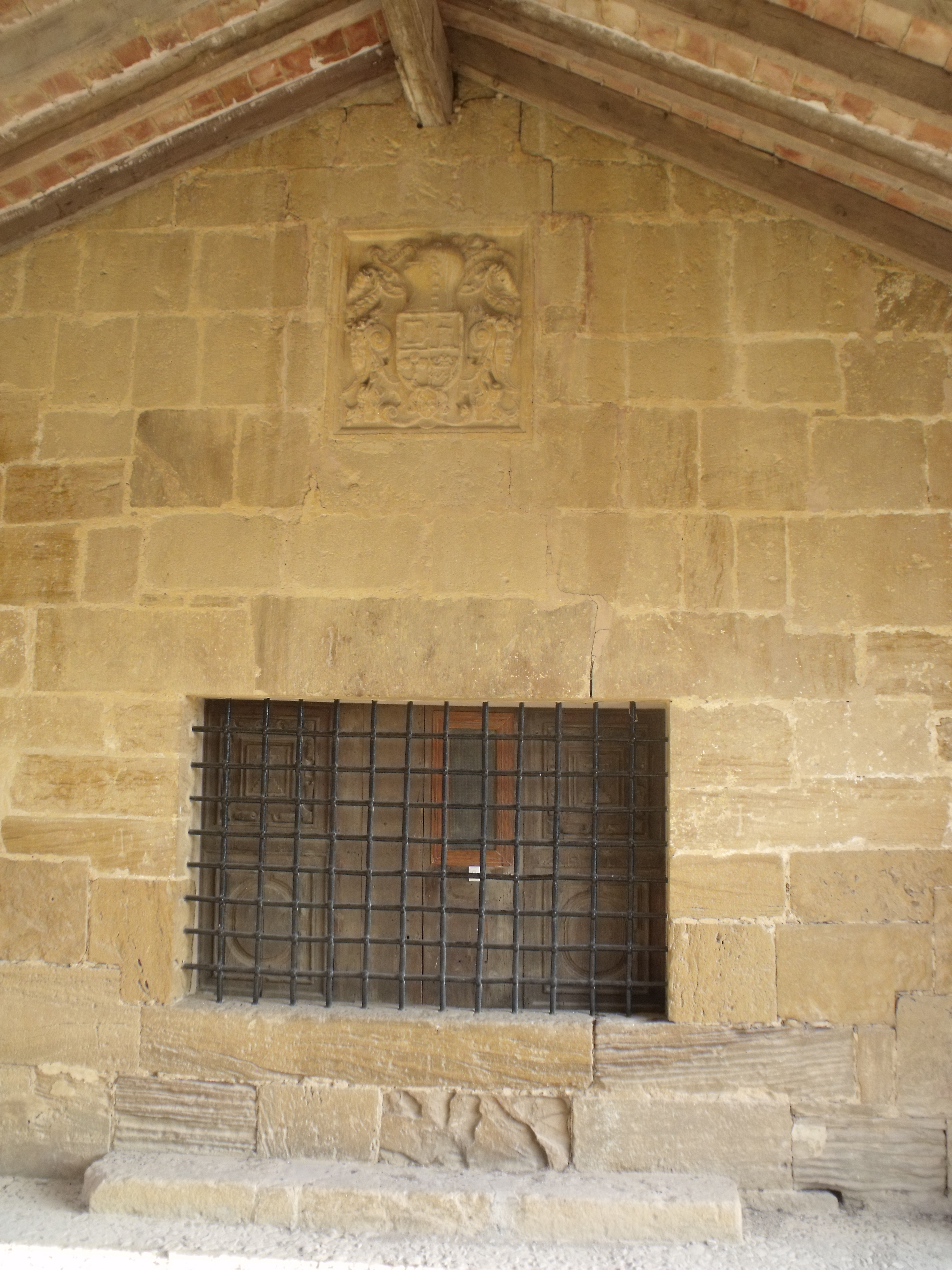
Detall de l'escut d'Amador Miralles i Caterina Nabàs.
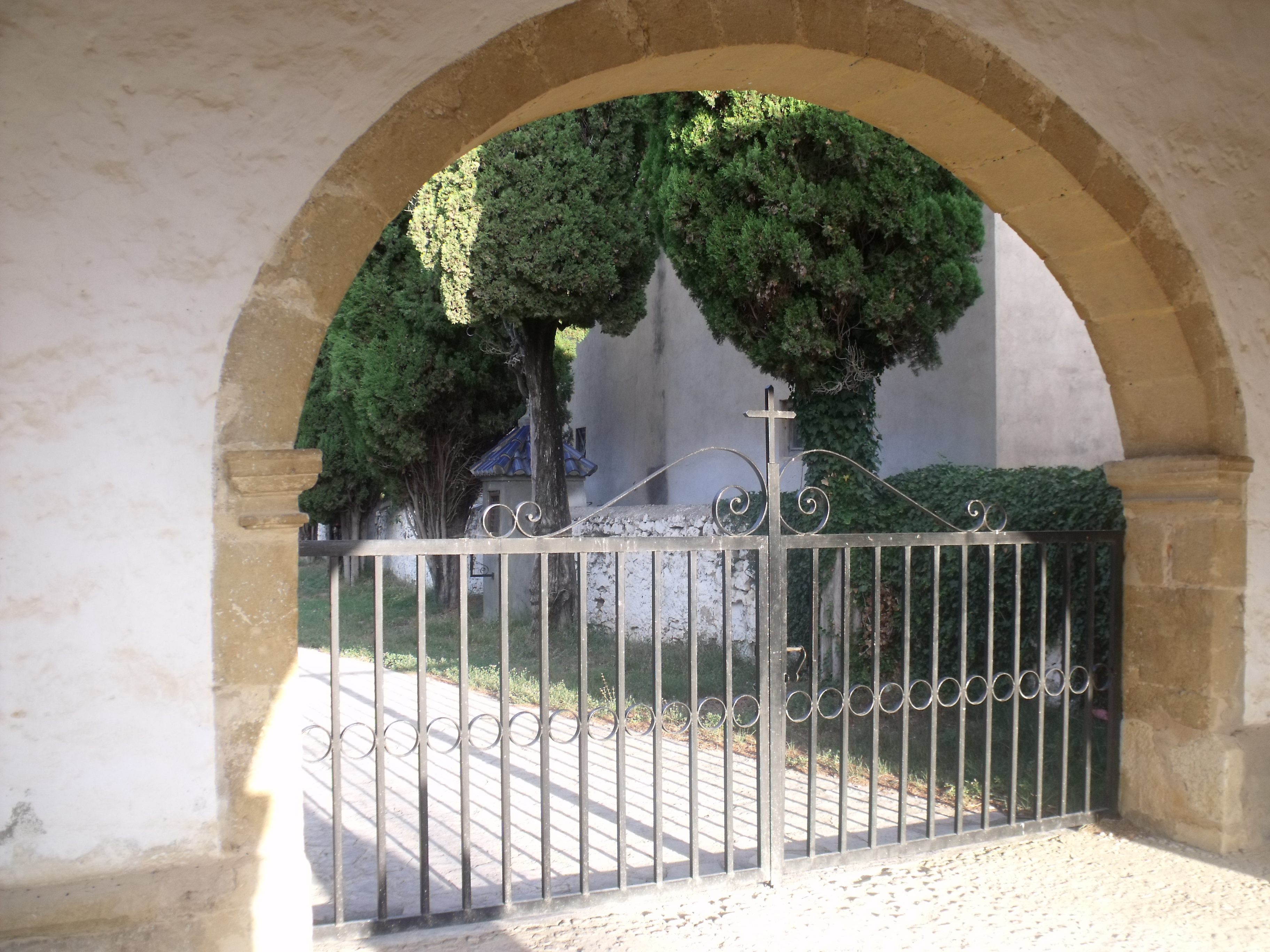
Detall de la reixa d'accés al cementiri a través de l'atri de l'ermita.
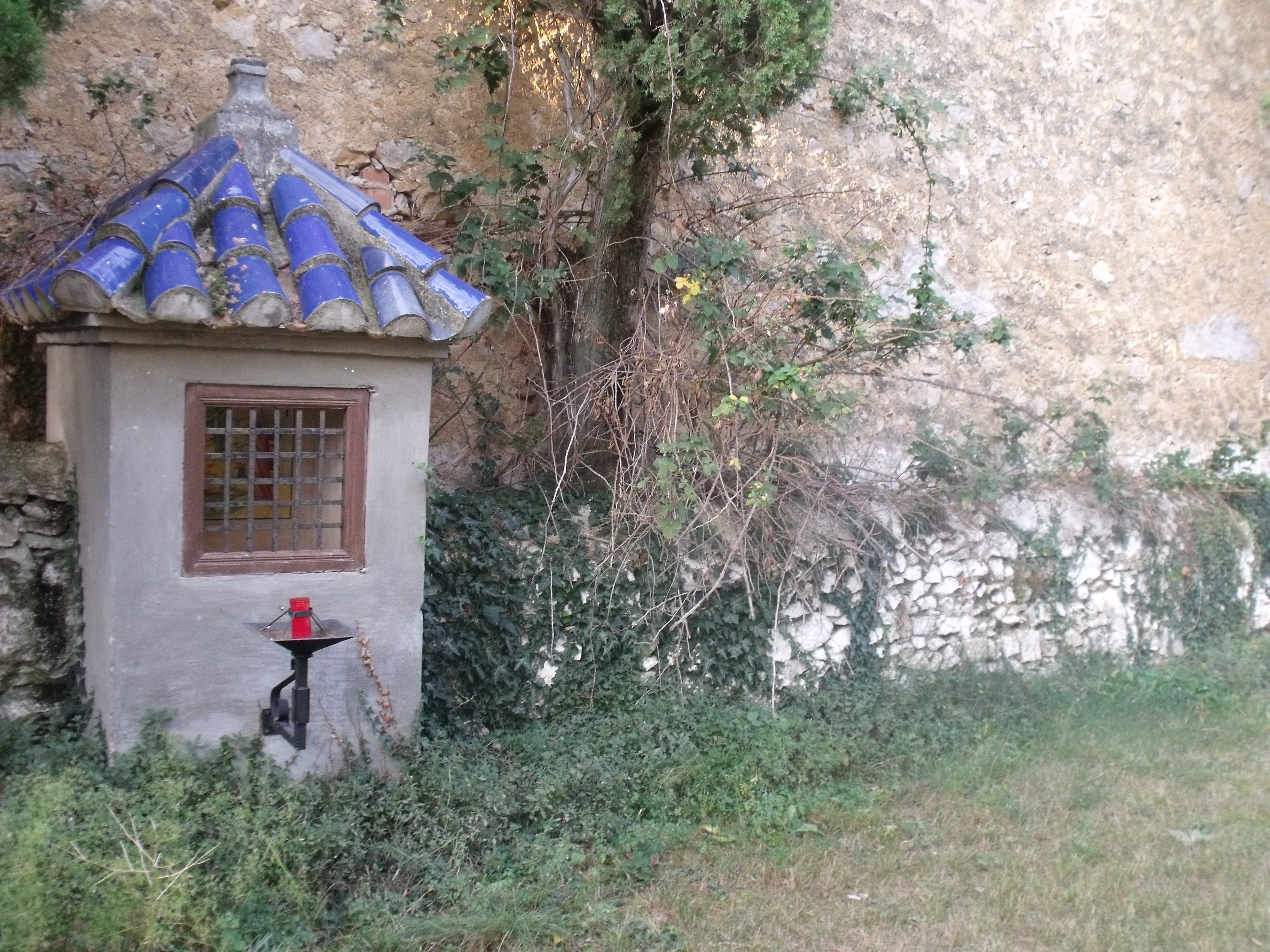
Detall dels casalicis amb les estacions del Viacrucis.